# 乔希·鲍威尔

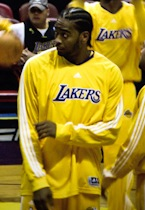
乔希·鲍威尔

乔希·鲍威尔（英語：Josh Powell，1983年1月25日—），美国职业篮球运动员，身高2米06，场上位置大前锋、中鋒。
鲍威尔出生于南卡罗来纳州查尔斯顿，大学时期效力于NCAA北卡罗来纳州立大学。在2003年NBA选秀中，鲍威尔落选，随后前往欧洲打球，并在两年后再次申请参选，但是在2005年NBA选秀中，他仍然未被选中。不过，鲍威尔随后被达拉斯小牛队看中签约。
在小牛队，鲍威尔证明了水平，成为阵容中稳定的一员。2006年，他被交易去印第安纳步行者队，次年又被交易去金州勇士队。2007年年底，他作为自由球员和洛杉矶快船队签约，但是次年又被放弃。此后，他同湖人队签约。